# Église Saint-Michel de Saint-Sauveur-sur-Tinée
Pour les articles homonymes, voir Église Saint-Michel.
L'église Saint-Michel-Archange, ou église des Saints-Sauveur et Michel, est une église à Saint-Sauveur-sur-Tinée dans les Alpes-Maritimes. L'édifice est inscrit au titre des monuments historiques le 12 décembre 1939.

## Historique
Saint-Sauveur-sur-Tinée est situé sur une voie romaine qui reliait Cimiez à Embrun.
La première mention d'une église à Saint-Sauveur se trouve dans le cartulaire de la cathédrale de Nice où il est indiqué qu'en 1067 Saint-Sauveur fait partie des paroisses qui paient une redevance au chapitre de Sainte Marie. 
Le fief appartenait alors, avec l'ensemble des villages de la Haute-Tinée, à la famille des Rostaing de Thorame, puis les Thorame-Glandevès. Un de ses derniers descendants,  Pierre Balb (1351-1391), seigneur de Saint-Sauveur et de Rimplas, va d'abord se révolter contre la reine Jeanne, en 1376, puis ayant pris le parti du comte de Savoie avec les Grimaldi de Bueil, il va se rebeller contre lui. Il est vaincu et privé de ses fiefs en 1392 qui ont été donnés aux Grimaldi, sauf Saint-Sauveur qui est resté une possession du comte de Savoie. Le comte de Savoie donne aux habitants de Saint-Sauveur, en 1404, le droit de s'administrer librement et le droit de basse et moyenne justice. L'ensemble des hommes, l'universitas, du village élit le baile et les consuls du village qui rend hommage au comte de Savoie jusqu'en 1699. La pauvreté du village et son impossibilité de payer les impôts supplémentaires levés en temps de guerre va conduire le duc de Savoie à l'inféoder à l'avocat niçois Jean-François Ghisi, en 1700, avec le titre de comte de Saint-Sauveur. 
La paroisse de Saint-Sauveur dépendait jusqu'au XVe siècle de l'abbaye Saint-Eusèbe d'Apt comme l'indiquent deux documents datés de 1409 et 1419 qui citent un prieuré Saint-Sauveur-de-Roure. Deux fûts de colonnes, datant probablement du XVe siècle, d'une église antérieure se trouvent dans le cimetière et l'église actuelle.
Au XVIe siècle la paroisse semble dépendre directement de l'évêque de Nice et lui payait 60 livres d'impôts sur ses bénéfices en 1587. Le curé de Saint-Sauveur a gardé de l'origine de l'église le titre de prieur jusqu'au Concordat de 1802.
D'une église construite au XVIe siècle, il ne subsiste que la travée gothique et le clocher coiffé d'une flèche pyramidale daté de 1532.
L'église a été reconstruite au XVIIe siècle, probablement à cause de guerres.

## Mobilier

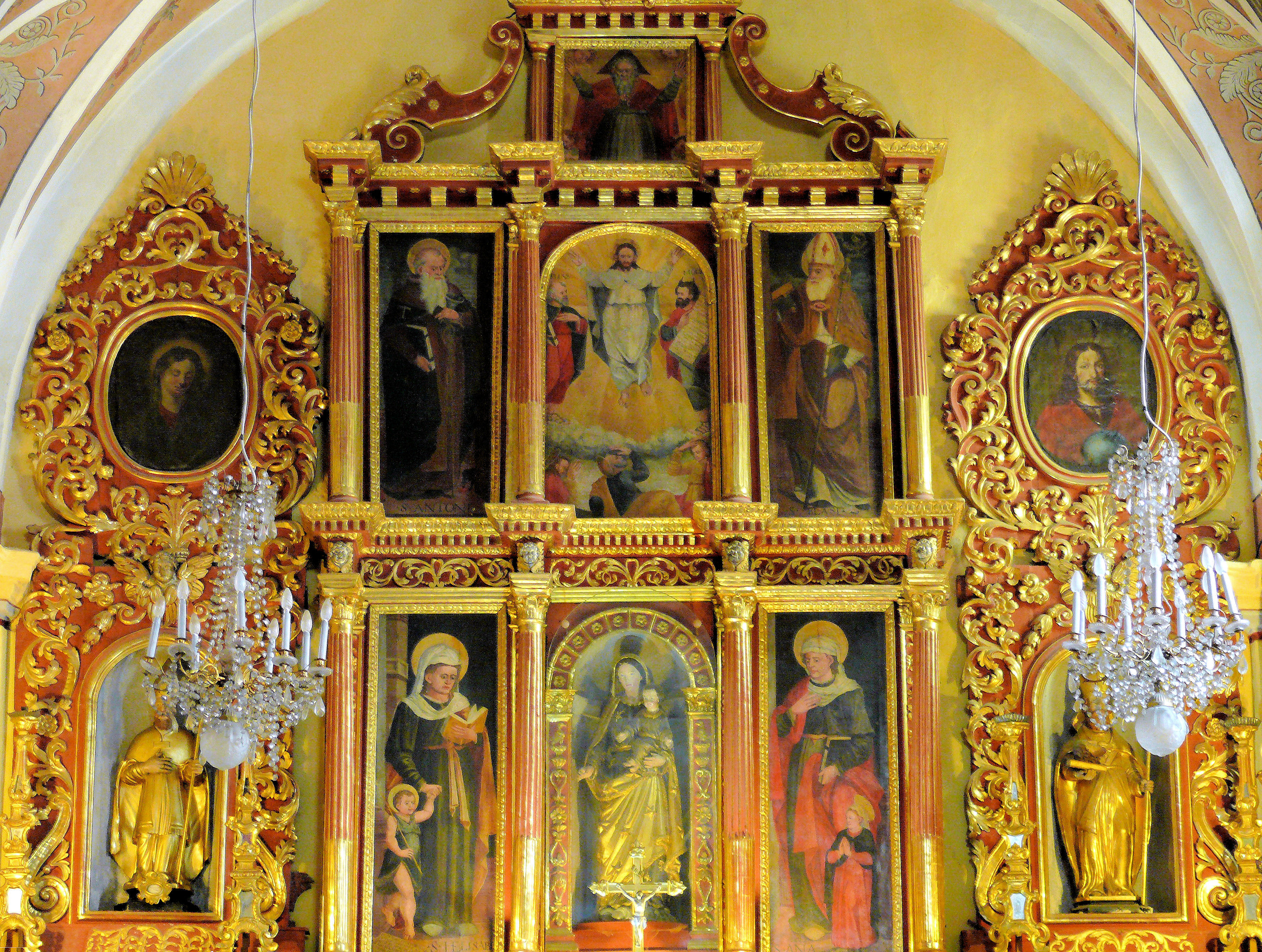
Retable de la Transfiguration de Guillaume Planeta

L'église possède un retable réalisé par Guillaume Planeta sur le maître-autel, le retable de la Transfiguration, appartenant aux peintres primitifs niçois, natif de Dolceacqua. Guillaume Planeta l'a signé le 18 octobre 1583. L'année suivante il a réalisé le polyptyque de la Santa Crous pour l'église Saint-Dalmas-du-Plan de Valdeblore. Ce peintre porte le même nom que celui qui a réalisé des peintures pour l'église Saint-Martin de La Tour et l'église Saint-Michel de Venanson, mais 70 ans plus tard.
Dans la nef, on peut voir une toile du Saint Suaire, de Guiglielmo Thaone (1711), les retables de Saint Pancrace et des Âmes du Purgatoire (XVIIIe siècle) et l'autel du Rosaire, attribué à Jean Rocca (vers 1650). 
Dans la chapelle latérale, une toile représentant le Mariage mystique de Sainte Catherine sur laquelle on peut voir une intéressante vue du village. Cette peinture a été offerte par Pierre Puons à la chapelle Notre-Dame-de-Vie qu'il avait fondée, en 1648, comme le montre l'inscription sur le tableau « D.O.M. et intemerate Virgini de Vita Mr Petrus Pontius hoc opus dicat ac sacrat. 1648 ».
La communauté villageoise et les notables, familles Hongran ou Ongran et Bianchi, ont fait des legs et des dons d'œuvres qui se trouvent dans le trésor de l'église.